# 加油卡
加油卡是一种支付卡，大部分屬於签账卡。人們在加油站购买汽油、柴油和其他燃料時會使用加油卡付款。加油卡有時也可用于支付车辆维修的费用，由车队所有者或经理决定。加油卡不仅可以由壳牌石油、雪佛龍、埃克森美孚等石油公司提供，还可以由Edenred、WEX Inc.、Comdata、FleetCards USA、Petrol Plus Region、Fuelman等只专门提供加油卡的公司提供。